# جاشوا فریس
جاشوا فریس (انگلیسی: Joshua Ferris؛ زادهٔ ۸ نوامبر ۱۹۷۴) یک نویسنده، پدیدآور، و رمان‌نویس اهل ایالات متحده آمریکا است.

## زندگی
جاشوآ در سال ۱۹۷۴ در دنویل، ایلینوی متولد شد. ۱۰ ساله بود که به همراه مادر، خواهر، برادر و پدرخوانده‌اش به فلوریدا نقل مکان کردند. در دانشگاه آیووا در رشته زبان و فلسفه تحصیل کرد. سپس به شیکاگو رفت و مدتی رادر یک شرکت تبلیغاتی کار کرد. پس از آن به دانشگاه کالیفرنیا، ارواین رفت و در رشته هنرهای زیبا کارشناسی ارشد گرفت. اولین داستانش در ۱۹۹۹ در آیوا ریویو منتشر شد. اولین رمانش با نام آنگاه به پایان رسیدم با اقبال خوانندگان و منتقدان روبرو شد و وی را به عنوان نویسنده‌ای آینده‌دار مطرح کرد. این کتاب برای جاشوا توانست جایزه پن بنیاد همینگوی و نامزدی نهایی جایزه کتاب ملی را به ارمغان آورد. دومین رمان فریس با نام بی‌نام در سال ۲۰۱۰ منتشر شد. نویسنده مجله اکونومیست در توصیف این رمان آن را بهترین رمانی که ظرف ۱۰ سال گذشته مطالعه کرده، معرفی کرد. در ماه مه ۲۰۱۴ آخرین رمان فریس با نام دوباره بیدار شدن در زمان مناسب منتشر شد. این کتاب یکی از شش کتابی بود که سال ۲۰۱۴ در جایزه ادبی بوکر نامزد شده بود. جاشوا فریس در ایران نیز نامی شناخته‌شده است و رمان‌های آنگاه که به پایان رسیدم و بی‌نام به فارسی ترجمه شده است. آخرین رمان این نویسنده نیز با عنوان دوباره بیدار شدن در زمان مناسب توسط پری‌سا جوادی در انتشارات مهرگان خرد ترجمه شده است.